# Abtei Mont-Saint-Éloi

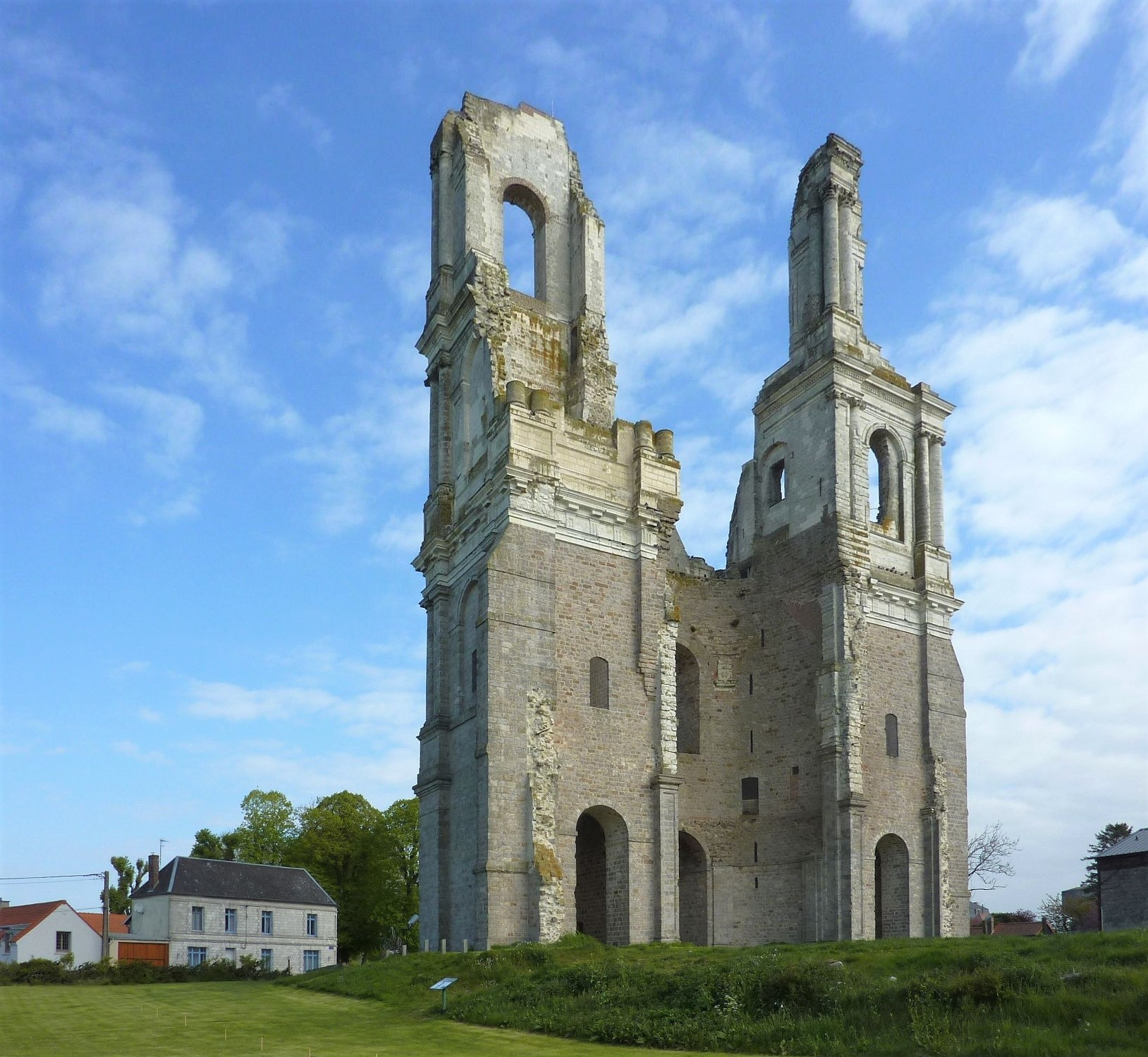
Die Ruine der Abteikirche

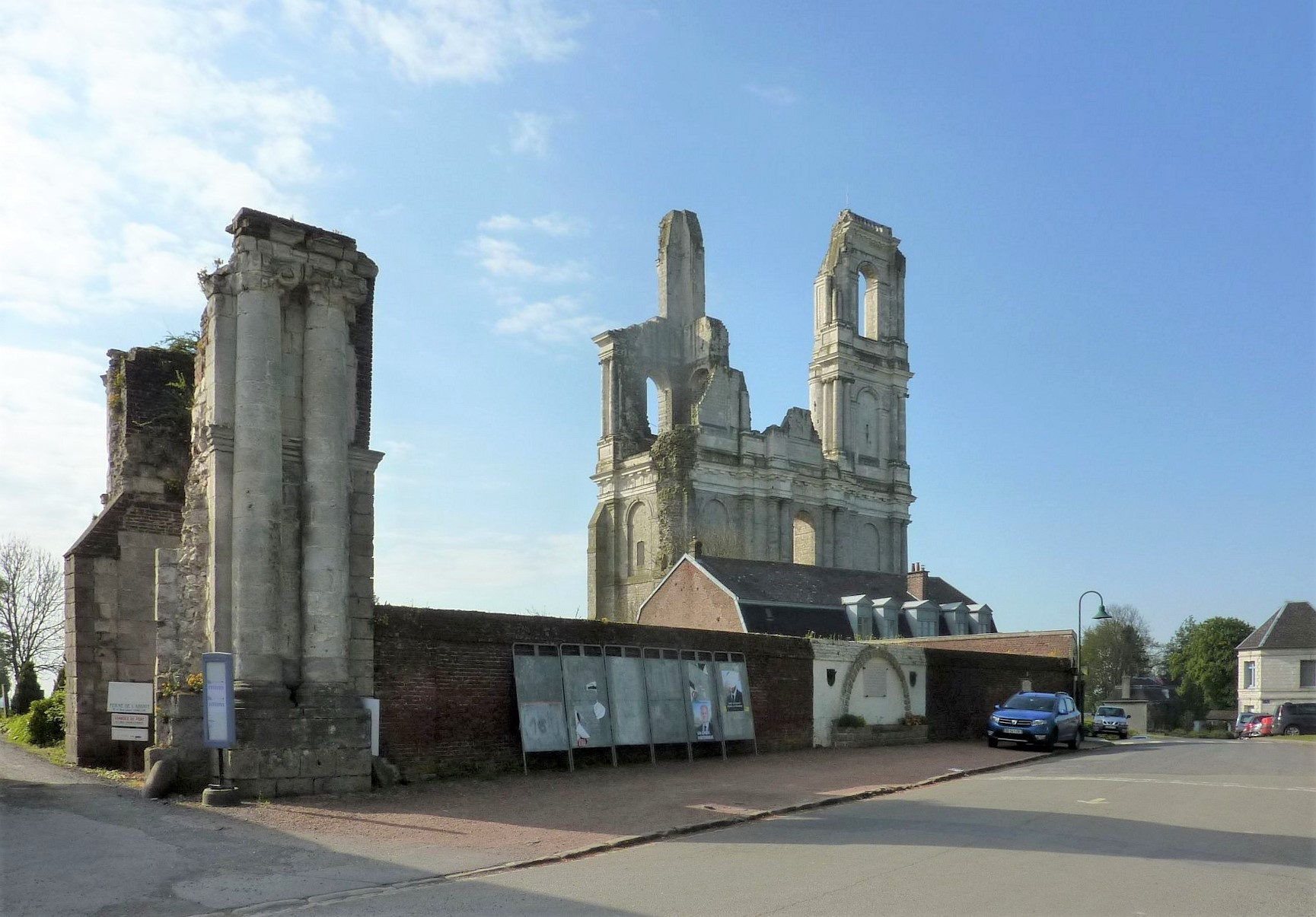
Ansicht der Ruinenanlage von Nordosten

Die Abtei Mont-Saint-Éloi ist eine ehemalige Abtei in der französischen Gemeinde Mont-Saint-Éloi im Département Pas-de-Calais. Die Ruine ist seit 1921 als Monument Historique  klassifiziert.

## Geschichte
Der Legende nach zog sich der heilige Eligius, Bischof von Noyon und Tournai, regelmäßig auf den Hügel, auf dem später die Abtei errichtet wurde, zurück, um zu beten. Er soll dort ein kleines Gebetshaus gestiftet haben, das in der Folgezeit zahlreiche Eremiten anzog. Sein Nachfolger, Bischof Vindicianus, wählte den Ort als letzte Ruhestätte. Als sein Grab im Jahre 929 wiederentdeckt wurde, soll sich darauf ein Wunder ereignet haben, weshalb der damalige Bischof Fulbert an der Stelle eine Basilika errichten ließ.
Durch die Kirchenreform wurde 1068 aus der religiösen Gemeinschaft von Mont-Saint-Éloi eine Gemeinschaft von Augustiner-Chorherren. Die Äbte wurden durch die Bischöfe von Cambrai und Arras ernannt. 1208 bis 1221 wurde die Abteikirche im gotischen Stil umgebaut und 1750 ließ Abt Roussel die Kirche niederreißen und im klassizistischen Stil wiederaufbauen. Im Zuge der Französischen Revolution wurde die Abtei von Mont-Saint-Éloi, welche im Laufe der Jahrhunderte eine einflussreiche Position erlangt hatte, geschlossen und der letzte der 46 Äbte, welche die Abtei seit dem 11. Jahrhundert geleitet hatten, hingerichtet. 1793 wurden die Abteigebäude geschleift und als Baumaterial verwendet. Regierung und Département kauften 1836 die letzten Reste der Abtei auf, um sie vor der völligen Vernichtung zu bewahren. Von der Kirche stand zu diesem Zeitpunkt nur noch die Westfassade.
Während des Ersten Weltkriegs wurden die Türme der Kirche ab 1914 von der französischen Armee als Beobachtungspunkt verwendet und 1915 von der deutschen Artillerie teilweise zerstört. Die Ruine der Abtei wurde 1921 unter Denkmalschutz gestellt.

## Architektur
Von der Abteikirche steht heute nur noch ein Teil der Westfassade. Diese war ursprünglich 53 Meter hoch und umfasste fünf Etagen. Durch Artilleriebeschuss im Ersten Weltkrieg wurde die oberste Etage zerstört, heute kommt sie noch auf eine Höhe von 44 Metern. Die ersten beiden Etagen sind aus Sandstein, die anderen beiden Etagen aus Kreide errichtet. Das Gesims wurde 1990 restauriert.
Im Übrigen sind von der Abtei nur eine Pferdetränke, ein Teil der Vorhalle, die Umfassungsmauer und einige landwirtschaftliche Gebäude erhalten.